# Hadronema militare
Hadronema militare är en insektsart som beskrevs av Philip Reese Uhler 1872. Hadronema militare ingår i släktet Hadronema och familjen ängsskinnbaggar. Inga underarter finns listade i Catalogue of Life.